# Église Saint-Pierre de Nerbis
Pour les articles homonymes, voir Église Saint-Pierre.
L’église Saint-Pierre se situe sur la commune de Nerbis, dans le département français des Landes. L'église et son enclos font l’objet d’un classement au titre des monuments historiques depuis le 26 septembre 2003. Elle représente plus de mille ans d’existence.

## Présentation

### Historique
D’après une charte de 1008, confirmée en 1012, c’est à la fin du Xe siècle, en 982, que le tout-puissant comte Guillaume Sanche de Gascogne fait donation de l’église de Nerbis et son monastère à l’abbaye de Saint-Sever, lors de la fondation de cette dernière.
L’église de Nerbis-Castets (San Pietri de Nerbis Castello concedo), qui pourrait dater de l’an 963, figure, sans précision, sur certains documents de l’époque. Le rattachement à l’abbaye mère de Saint-Sever dure environ huit cents ans, pour prendre fin à la Révolution française. Après cette date, l’église devient paroissiale.
Elle connaît, pendant ces huit siècles, des périodes de fort trouble : elle est notamment en partie détruite par les troupes françaises en lutte contre les Anglais en 1435, à l’occasion de la guerre de Cent Ans, et son monastère est incendié. Mais ce dernier n’existait déjà plus comme maison monacale : après 1333, il ne figure plus dans les écrits que comme simple prieuré dépendant de Saint-Sever.
L’église et le prieuré sont reconstruits par Jean de Cauna, dernier prieur régulièrement élu, mort à Souprosse en 1438. Son successeur, Jean de Foix, évêque de Comminges, est le premier des prieurs commanditaires, tous étrangers à la région et qui ne vinrent jamais à Nerbis.
Durant plus de trois cents ans, ils soumettent leurs ouailles de Nerbis et de Mugron à des prélèvements sévères sur les récoltes, la dîme qui constitue l’usufruit auquel leur titre leur donne droit.
Un peu plus tard, la Chalosse subit une épreuve terrible : pendant l’année 1569, les bandes huguenotes de Montgomery, pourchassées par les troupes catholiques de Montluc, pillent, saccagent et incendient tout sur leur passage. Le clocher et le prieuré sont brûlés, les cloches fondent, le trésor est volé et partagé par quelques soldats des environs dont l’Histoire a conservé les noms (voir : Guerres de Religion dans les Landes).
Après les guerres de Religion, la Fronde frappe à son tour très durement l’Aquitaine. De nombreuses destructions viennent s’ajouter aux précédentes, du fait des troupes du prince de Condé venues de Tartas sous les ordres du fameux capitaine Balthazar. Ces exactions, jointes à une épidémie, firent soixante trois morts en 1653.
N’ayant plus de prieuré, les moines se répartissent dans les maisons alentour. Vers 1660, l’église fait l’objet d’une reconstruction et de réparations partielles. Sur le portail d’entrée, on peut lire l’inscription gravée : « B.Dufegna Margille 1664 » (le marguiller était l’administrateur des biens de la paroisse).
Sous la Révolution française, le bâtiment est épargné de justesse, puisque sa destruction, décidée le 4 frimaire de l’an II (1793) n’est pas mise à exécution sur ordre de Pierre-Arnaud Dartigoeyte, chef du comité local de Mugron, et ce pour une raison restée inconnue. En revanche, les biens et bâtiments annexes ayant appartenu à l’église sont saisis et vendus au profit de la Nation.
En 1842-43, des travaux sont réalisés. Le clocher est utilisé comme signal géodésique en 1846, lors de l’établissement de la carte d’État-major. Une nouvelle série de travaux est entreprise entre 1953 et 1984, à l’initiative de la commune de Nerbis, propriétaire de l’édifice.
Elle est inscrite au titre des monuments historiques par arrêté du 4 février 1965, son chœur est classé au titre des monuments historiques par arrêté du 24 février 1976, avant d’être classée dans son ensemble et avec son enclos le 26 septembre 2003.

### Architecture
L’édifice est de dimensions relativement modestes : 33 m d’est en ouest, le transept ne dépasse par 20 m, la hauteur de la voûte est d’environ 9m. Les trois absides du chevet et le chœur constituent la partie romane de la construction.
Il comporte 35 clefs de voûte. Les caractéristiques de la voûte sont similaires à celles de la cathédrale de Bordeaux ou du château de Blois. Ces similitudes sont le fait de bâtisseurs spécialisés qui, sur divers chantiers parfois fort éloignés, utilisaient souvent les mêmes motifs.
Les deux chapiteaux de l’arc triomphal de l’abside sont ornés différemment, l’un avec des feuillages, l’autre avec des animaux. Du retable de l’autel principal, dédié à saint Pierre aux Liens, ne subsistent plus que la console qui, dans le chœur, supporte une statue de la Vierge ainsi que les deux statues en bois représentant saint Pierre et saint Paul.
Extérieurement, dans le mur nord, sont visibles des emplacements d’ouvertures dont on peut supposer qu’elles servaient aux guetteurs et aux défenseurs de l’enceinte fortifiée pendant les différentes invasions. Sur cette même partie, on distingue aussi l’emplacement d’une porte murée au XVIIIe siècle ainsi qu’un bénitier en creux situé à l’intérieur. L’un et l’autre étaient probablement à l’usage exclusif des « cagots » et « gésitains », parias obligés de vivre en dehors de la société. Un coin du cimetière leur était réservé.

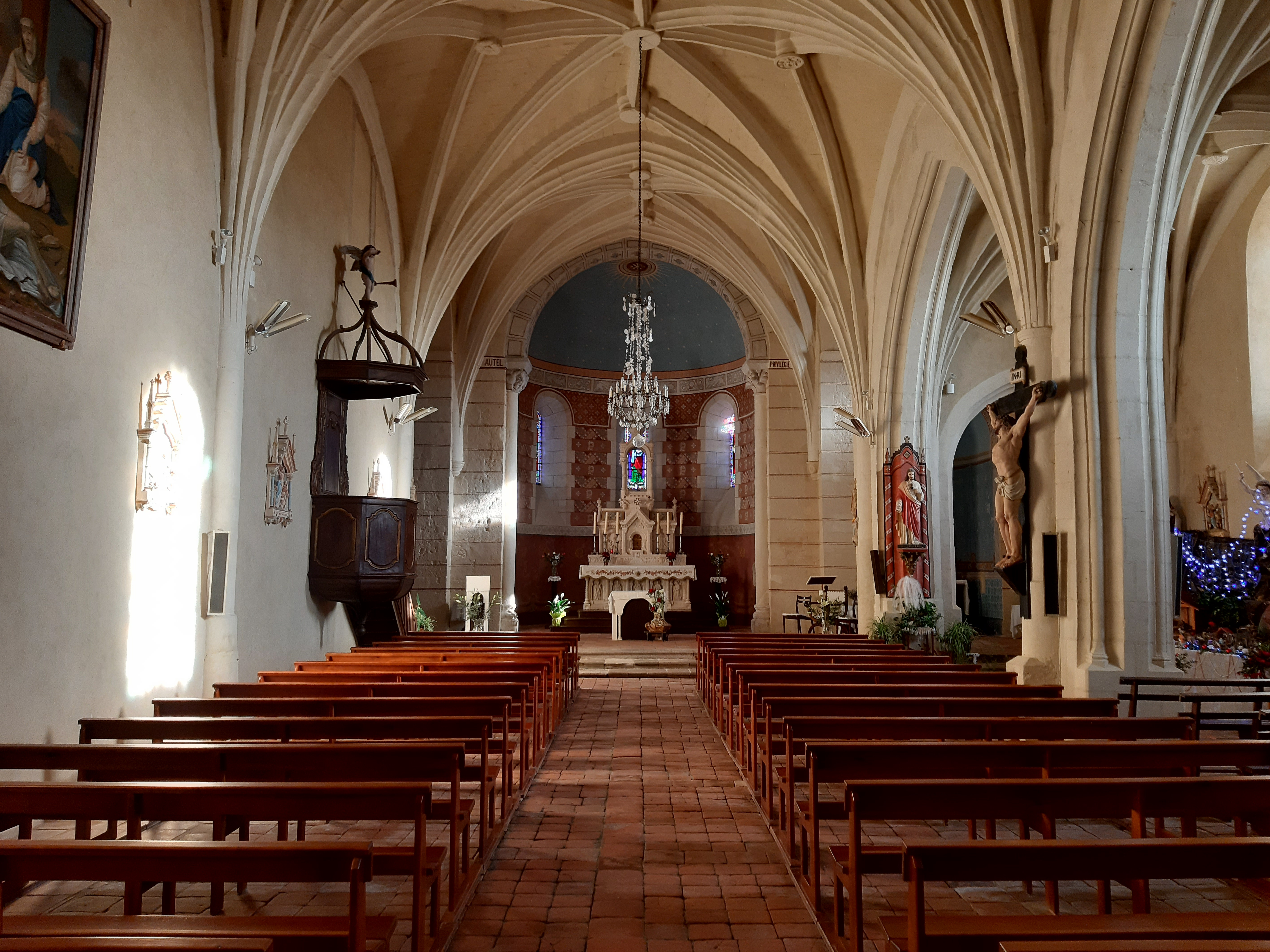
Nef, chaire et autel
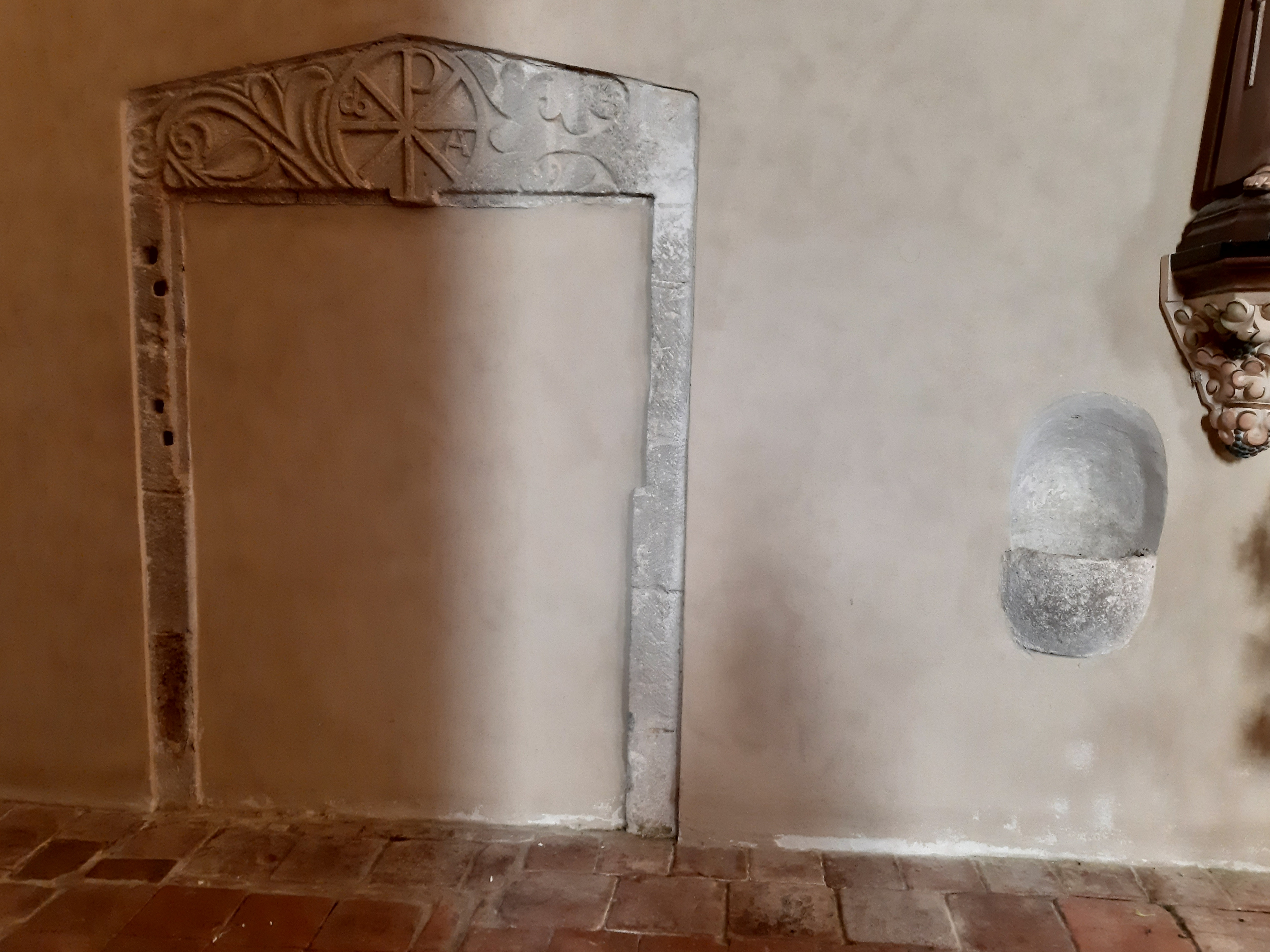
Porte et bénitier des cagots
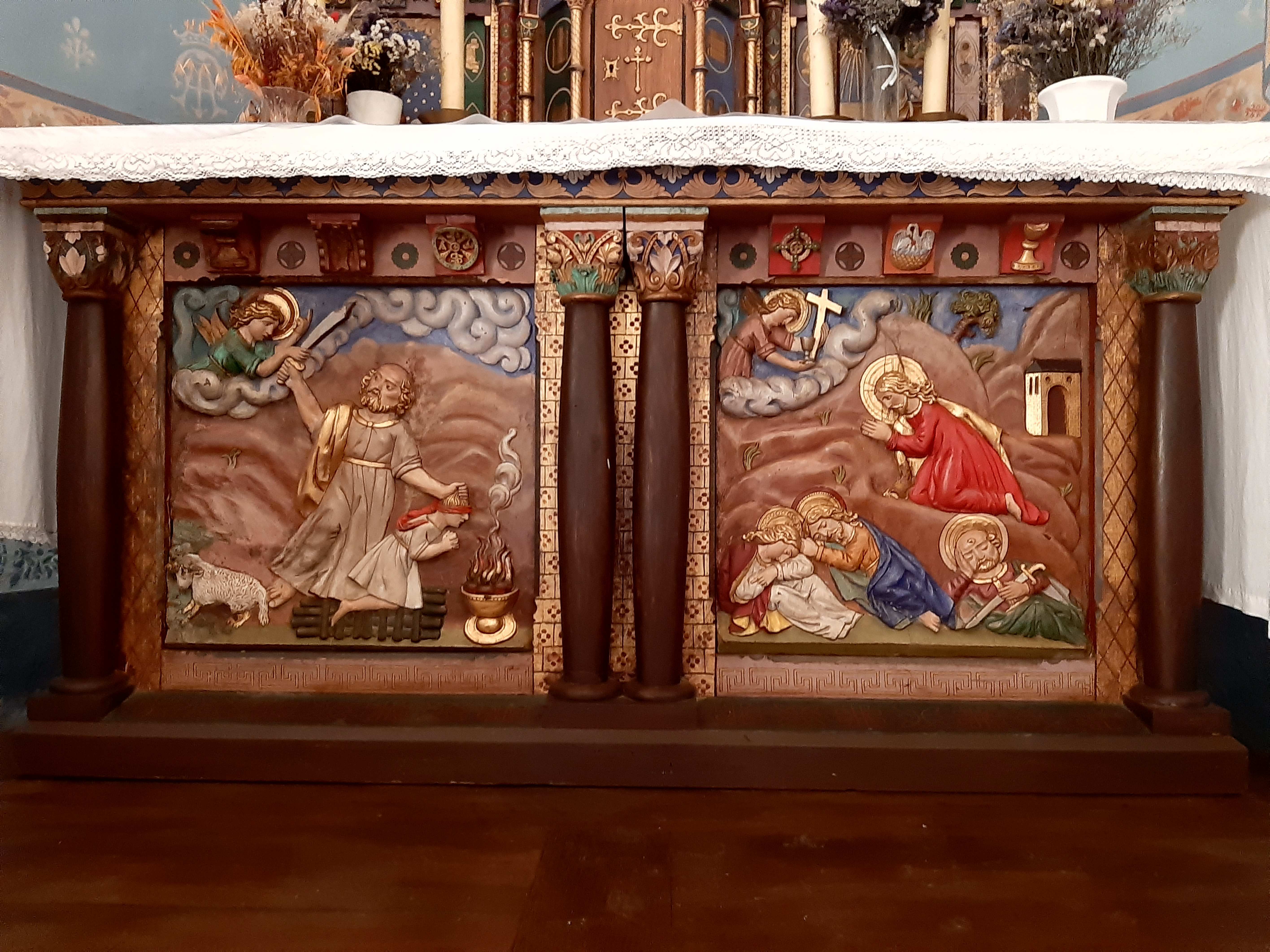
Détail de l'autel de la chapelle latérale (à gauche : le sacrifice d'Abraham ; à droite : l'agonie de Jésus-Christ au Jardin des Oliviers)